# Angelino (prénom)
Angelino est un prénom masculin hispanophone pouvant désigner :

## Prénom
- Angelino Alfano (né en 1970), homme politique italien
- Angelino Apelar (en) (1927-2006), évangéliste chrétien philippin-américain
- Angelino Dulcert (XIVe siècle), cartographe espagnol de Majorque
- Angelino Fons (1936-2011), réalisateur et scénariste espagnol
- Angelino Garzón (né en 1946), homme politique colombien
- Angelino Rosa (en) (1948-2009), joueur italien de football
- Angelino Soler (né en 1939), coureur cycliste espagnol

### Surnom
- Angeliño (né en 1997), joueur espagnol de football